# 인텔리겐치아
인텔리겐치아(러시아어: Интеллигенция ← 라틴어: intelligentsia)는 지식 노동에 종사했던 사회 계급이다. 이러한 사회 계급의 입장에 있는 사람을 지식인이라고 하며, 대비되는 말은 민중이다.

## 낱말
"인텔리겐치아" 용어는 1830년대 중반, 러시아 제국에서 처음 사용한 것으로 보고있다. 이를테면 1836년으로 거슬러 올라가면, 바실리 주콥스키가 자신의 일기에 이 낱말을 처음 사용하였다. 폴란드, 정확히 말해서 당시 그레이터 폴란드에서 이 용어는 폴란드의 철학자 캐롤 리벨트에 의해 유행하게 되었으며, 그가 1844년에 O miłości ojczyzny (모국의 사랑으로)를 출판하면서 폴란드에 널리 퍼졌다.
러시아어를 어원으로 하는 intelligentsia뿐 아니라, 영어의 인텔리전스(intelligence)의 준말에서도 인텔리(intelli)라고 표현되는 경우가 있다.
사회성원 가운데 일군의 사람들이 어느 공통적인 사회적 특징을 갖춘 것으로 볼 수 있다. 그 사회적 특징이 생산관계에서의 위치를 결정하는 것과는 다르므로 계급은 아니며, 또 다른 하나의 사회층이라고 할 수 있다.
공통의 사회적 특징은 지적 노동에 종사하고 있었다는 것으로 학자·교원·기술자·예술가·의사·변호사·공무원·샐러리맨 등에 걸쳐 있다. 이것으로 보아 알 수 있는 바와 같이 계급적으로는 서로 다른 다양한 자를 총괄한 개념인 것이다.
이와 같은 사회적 특징에서 보면 인텔리겐치아는 상당히 오래전부터 있었던 것이 되지만, 이 층이 전체로서 지배계급에 종속되어 봉사하는 상태로부터 이 예속을 떠나 지배계급에 반항하는 자가 출현하게 된 데서 나온 역사적·사회적인 개념이라고 할 수 있다. 따라서 공통된 사회적 특징과 더불어 공통되지 않는 계급적 역할을 포함한 일정한 사회층을 가리키고 있다고 할 수 있다. 즉 각국의 봉건사회 말기에 출현하여 자본주의 사회에서 완성된 것이다.
이러한 면에서 인텔리겐치아의 내부를 보면 기본적으로는 두 가지로 나뉜다. 사회의 2대 기본계급(자본가 계급과 노동자 계급)의 어딘가와 결합하고 있는가에 따라 나뉘기 때문이다. 그 경우 결합하고 있다 함은 직업상의 결합의 의미가 아니라 그의 이데올로기에 있어서의 의미이다.
인텔리겐치아의 내부를 나누는 계급성은 사회주의에 이행하면 자본주의의 경우와는 반대로 점점 그 예리함을 잃어가면서 해소하는 방향으로 향한다. 노동자, 농민출신의 인텔리겐치아가 압도적이 되고 그의 이해를 근거로 하여 봉사하는 중에 지적 노동에 종사하고, 비교적 소수가 사회적 기초를 잃어가며 부르주아지의 이익을 대변하는 데 지나지 않게 된다.

## 사회적 기능
인텔리겐치아의 역할은 역사적·사회적 특질에 규정된다.
- 지식인형 기능
- 문화인형 기능
- 인텔리노동자형 기능
- 엘리트형 기능

이 중 어느 것이 주요한 것이 되고 상호비중은 어떤가 하는 것이 이 특질에 의해 결정된다. 그러나 이들은 인텔리겐치아의 사회적인 기능 형태이다. 기능의 본질은 2대 기본계급(고대귀족과 노예, 봉건영주와 농노, 자본가와 노동자 등)으로 나누어 봉사하는 점에 있고, 기능의 여러 가지 형태도 결국은 그것을 통하여 이 본질적 기능을 다하게 된다.
고도로 발달한 자본주의 국가의 경우는 2대 기본계급이 분명하지만, 식민지제국, 후진국, 19세기의 독일 등은 복잡하여 2대 기본계급 외에 현실적으로 유력한 제계급이 있어 복합적인 2대 진영으로 나뉘는 경우가 많다. 이러한 때는 인텔리겐치아도 세분되어 사회적 기능을 하고, 그런데서 2대 진영으로 나뉜다.
인텔리겐치아의 본질적 기능의 중핵은 주로 계급투쟁을 사상면으로 행하는 것에 있다. 즉,
1. 계급적 이해의 체계화(시종일관된 것으로 하여 지지획득을 쉽게 한다).
2. 체계화된 이해(利害)를 이해(理解)하여 그것을 지지한다든지 공격한다든지 하여 각 계급에 보급한다.

이 두 가지로 나뉜다.
자본주의 초기나 현재의 식민지·후진국과 같이 노동자·농민의 계급으로서의 자각이 성숙되어 있지 않는 경우에 인텔리겐치아의 이와 같은 기능은 국민적 규모의 지도성까지 발휘한다. 현재의 아시아·아프리카·라틴아메리카 등에서의 인텔리겐치아의 지도적 역할은 이러한 것이다.

## 같이 보기
- 지식인